# 2010–2011-es görög labdarúgó-bajnokság (első osztály)
A 2010–11-es Szúper Línga Eláda a görög labdarúgó-bajnokság legmagasabb szintű versenyének 75. alkalommal megrendezett bajnoki éve volt. A pontvadászat 16 csapat részvételével 2010. augusztus 27-én kezdődött és 2011. április 17-én ért véget.
A bajnokságot az Olimbiakósz nyerte a címvédő Panathinaikósz csapata előtt, és 20. görög bajnoki címét ünnepelte. Az élvonaltól egyenes ágon AÉL 1964, valamint az újonc Panszeraikósz búcsúzott, az Iraklísz csapatát pedig kizárták.
A gólkirályi címet a Panathinaikósz francia csatára, Djibril Cissé nyerte el 20 találattal, az Év Játékosá-nak járó díjat pedig a bajnokcsapat két labdarúgójának, az argentin támadó középpályás Ariel Ibagazának, illetve a fiatal belga csatárnak, Kevin Mirallasnak adták át.

## A bajnokság rendszere
A pontvadászat 16 csapat részvételével zajlott, a csapatok a őszi-tavaszi lebonyolításban oda-visszavágós, körmérkőzéses rendszerben mérkőztek meg egymással. Minden csapat minden csapattal kétszer játszott, egyszer pályaválasztóként, egyszer pedig vendégként.
A bajnokság végső sorrendjét a 30 forduló mérkőzéseinek eredményei határozták meg a szerzett összpontszám alapján kialakított rangsor szerint. A mérkőzések győztes csapatai 3 pontot, döntetlen esetén mindkét csapat 1-1 pontot kapott. Vereség esetén nem járt pont. A bajnokság első helyezett csapata a legtöbb összpontszámot szerzett egyesület, míg az utolsó helyezett csapat a legkevesebb összpontszámot szerzett egyesület volt.
Azonos összpontszám esetén a bajnoki sorrendet az alábbi szempontok alapján határozták meg:
1. az egymás ellen játszott bajnoki mérkőzések pontkülönbsége;
2. az egymás ellen játszott bajnoki mérkőzések gólkülönbsége;
3. helyosztó mérkőzés

Az alapszakasz győztese lett a 2010–11-es görög bajnok. A 14., a 15., és a 16. helyen végzett csapatok kiesnek a másodosztályba, míg a 2–5. helyezett csapatok kerültek a Bajnokok Ligája-részvételt eldöntő rájátszásba, ahol újfent oda-visszavágós, körmérkőzéses rendszerben mérkőztek meg egymással.

## Változások a 2009–2010-es szezon után

### Feljutott
- Olimbiakósz Vólu, a másodosztály bajnokaként
- AÓ Kérkira, a másodosztály ezüstérmeseként
- Panszeraikósz, a másodosztályú rájátszás győzteseként

### Kiesett
- Levadiakósz, 14. helyen
- PASZ Jánina, 15. helyen
- Panthrakikósz, 16. helyen

## Részt vevő csapatok
| Név (használt, vagy rövidített név) | Székhely                 | Stadion                       | 2009–10     |
| ----------------------------------- | ------------------------ | ----------------------------- | ----------- |
| AÉK                                 | Athína (Athén)           | Olimpiai Stadion              | 3.          |
| AÉ Láriszasz (AÉL 1964)             | Lárisza                  | Alkazár Stadion               | 8.          |
| Árisz Theszaloníkisz (Árisz)        | Theszaloníki (Szaloniki) | Kleánthisz Vikelídisz Stadion | 4.          |
| Asztérasz Trípolisz                 | Trípoli                  | Asztérasz Trípolisz Stadion   | 12.         |
| Atrómitosz Athinón (Atrómitosz)     | Athína (Athén)           | Perisztéri stadion            | 7.          |
| Ergotélisz                          | Iráklion                 | Pangrítio Stadion             | 11.         |
| Iraklísz                            | Theszaloníki (Szaloniki) | Kaftanzóglio Stadion          | 10.         |
| Kavála                              | Kavála                   | Anthí Karajáni Stadion        | 6.          |
| AÓ Kérkira                          | Kérkira (Korfu)          | Kérkirai stadion              | 2. (II. o.) |
| Olimbiakósz                         | Pireusz                  | Karaiszkákisz Stadion         | 5.          |
| Olimbiakósz Vólu                    | Vólosz                   | Pantheszalikó Stadion         | 1. (II. o.) |
| Panathinaikósz                      | Athína (Athén)           | Olimpiai Stadion              | 1.          |
| Panióniosz                          | Athína (Athén)           | Néasz Zmírnisz Stadion        | 9.          |
| Panszeraikósz                       | Széresz                  | Széreszi stadion              | 5. (II. o.) |
| PAÓK                                | Theszaloníki (Szaloniki) | Túmbasz Stadion               | 2.          |
| Skoda Xánthi                        | Xánthi                   | Skoda Xánthi Aréna            | 13.         |

## Alapszakasz

### Végeredménye
| #   | Csapat              | M  | GY | D  | V  | G+ – G– | GK  | P                                                      | Megjegyzések                              |
| --- | ------------------- | -- | -- | -- | -- | ------- | --- | ------------------------------------------------------ | ----------------------------------------- |
| 1.  | Olimbiakósz (B)     | 30 | 24 | 1  | 5  | 65–18   | +47 | 73                                                     | 2011–2012-es Bajnokok Ligája – csoportkör |
| 2.  | PanathinaikószCV, K | 30 | 18 | 6  | 6  | 47–26   | +21 | 60                                                     | Rájátszás a Bajnokok Ligájáért            |
| 3.  | AÉK                 | 30 | 15 | 5  | 10 | 46–37   | +9  | 50                                                     | Rájátszás a Bajnokok Ligájáért            |
| 4.  | PAÓK                | 30 | 14 | 6  | 10 | 32–29   | +3  | 48                                                     | Rájátszás a Bajnokok Ligájáért            |
| 5.  | Olimbiakósz VóluÚ   | 30 | 12 | 11 | 7  | 40–28   | +12 | 47                                                     | Rájátszás a Bajnokok Ligájáért            |
| 6.  | Árisz               | 30 | 13 | 6  | 11 | 29–29   | 0   | 45 \|rowspan="8" style="background-color: #fafafa;" \| |                                           |
| 7.  | AÓ Kavála           | 30 | 10 | 10 | 10 | 29–27   | +2  | 40                                                     |                                           |
| 8.  | Ergotélisz          | 30 | 11 | 6  | 13 | 32–38   | −6  | 39                                                     |                                           |
| 9.  | Skoda Xánthi        | 30 | 9  | 9  | 12 | 29–35   | −6  | 36                                                     |                                           |
| 10. | Panióniosz          | 30 | 8  | 11 | 11 | 25–35   | −10 | 35                                                     |                                           |
| 11. | Atrómitosz          | 30 | 7  | 13 | 10 | 30–34   | −4  | 34                                                     |                                           |
| 12. | AÓ KérkiraÚ         | 30 | 9  | 6  | 15 | 30–40   | −10 | 33                                                     |                                           |
| 13. | Asztérasz Trípolisz | 30 | 7  | 10 | 13 | 21–29   | −8  | 31                                                     |                                           |
| 14. | AÉL 1964 (K)        | 30 | 5  | 10 | 15 | 29–47   | −18 | 25                                                     | Béta Ethnikí                              |
| 15. | PanszeraikószÚ (K)  | 30 | 6  | 6  | 18 | 22–48   | −26 | 24                                                     | Béta Ethnikí                              |
| 16. | Iraklísz (K)        | 30 | 7  | 14 | 9  | 22–28   | −6  | 35                                                     | Béta Ethnikí1                             |

Forrás: superleaguegreece.net (görögül) 
A rangsorolás alapszabályai: 1. összpontszám, 2. egymás elleni eredmények összpontszáma, 3. egymás elleni eredmények gólkülönbsége, 4. helyosztó mérkőzés.
12011. május 19-én a Görög labdarúgó-szövetség Fegyelmi Bizottsága jóváhagyta a szövetség korábbi döntését, és utolsó helyre rangsorolta a 11. helyen záró Iraklíszt, mivel bizonyossá vált, hogy klub fiktív számlákat és hamis iratokat használt a téli átigazolási időszakban.
(B): Bajnokcsapat, (K): Kieső csapat, (F): Feljutó csapat, (I): Kupainduló, (R): A rájátszás győztese, (KGY): Kupagyőztes

### Eredményei
| Hazai \ Vendég1     | AÉK | AÉL | ÁRI | ASZ | ATR | ERG | IRA | KAV | KÉR | OLI | OLV | PAN | PGS | PSZ | PAÓK | SXÁ |
| AÉK                 |     | 4–0 | 1–2 | 2–2 | 1–0 | 3–1 | 0–0 | 1–0 | 0–0 | 1–0 | 0–4 | 1–0 | 1–1 | 2–0 | 4–0  | 1–0 |
| AÉL 1964            | 2–3 |     | 2–2 | 0–2 | 1–0 | 3–3 | 2–1 | 0–0 | 1–1 | 0–1 | 1–2 | 2–0 | 0–1 | 2–1 | 1–2  | 3–0 |
| Árisz               | 0–4 | 1–1 |     | 1–0 | 2–0 | 1–0 | 0–1 | 1–0 | 2–0 | 1–2 | 2–1 | 0–1 | 0–2 | 3–1 | 0–0  | 0–2 |
| Asztérasz Trípolisz | 0–3 | 1–1 | 1–2 |     | 1–1 | 3–0 | 0–0 | 0–1 | 0–2 | 0–1 | 2–1 | 0–0 | 3–1 | 0–2 | 0–0  | 1–2 |
| Atrómitosz          | 1–1 | 3–0 | 0–0 | 0–0 |     | 1–1 | 1–1 | 0–0 | 4–2 | 3–1 | 2–2 | 0–1 | 1–2 | 2–1 | 2–2  | 1–1 |
| Ergotélisz          | 2–3 | 2–1 | 0–0 | 0–1 | 1–1 |     | 1–0 | 2–1 | 3–0 | 0–2 | 0–0 | 1–4 | 2–0 | 2–0 | 1–2  | 1–0 |
| Iraklísz            | 2–0 | 1–0 | 1–0 | 0–0 | 1–0 | 1–1 |     | 0–1 | 0–0 | 2–1 | 0–0 | 1–3 | 1–1 | 1–1 | 0–0  | 1–1 |
| AÓ Kavála           | 2–1 | 1–0 | 0–1 | 1–0 | 1–1 | 3–1 | 3–0 |     | 1–0 | 0–1 | 0–1 | 2–2 | 2–1 | 0–0 | 0–1  | 1–1 |
| AÓ Kérkira          | 2–1 | 1–0 | 3–4 | 1–2 | 3–1 | 1–0 | 0–0 | 1–1 |     | 0–2 | 1–3 | 0–2 | 1–2 | 3–0 | 2–1  | 1–1 |
| Olimbiakósz         | 6–0 | 6–0 | 1–0 | 3–0 | 2–1 | 3–0 | 2–0 | 3–1 | 2–0 |     | 3–1 | 2–1 | 5–0 | 4–2 | 3–0  | 1–0 |
| Olimbiakósz Vólu    | 3–1 | 1–1 | 1–1 | 1–1 | 2–0 | 0–1 | 1–1 | 1–1 | 1–0 | 0–1 |     | 3–2 | 0–0 | 3–0 | 0–3  | 3–0 |
| Panathinaikósz      | 3–1 | 1–1 | 1–0 | 1–0 | 1–1 | 2–0 | 4–2 | 4–2 | 2–1 | 2–1 | 0–1 |     | 2–1 | 2–0 | 1–0  | 1–1 |
| Panióniosz          | 1–0 | 3–3 | 1–0 | 0–0 | 0–1 | 0–1 | 1–0 | 1–1 | 0–1 | 1–1 | 0–1 | 1–1 |     | 0–0 | 1–0  | 0–2 |
| Panszeraikósz       | 1–3 | 1–0 | 1–0 | 0–1 | 0–1 | 0–4 | 1–2 | 1–0 | 0–2 | 0–1 | 2–2 | 1–0 | 1–1 |     | 1–1  | 2–1 |
| PAÓK                | 2–1 | 1–0 | 0–1 | 1–0 | 0–1 | 2–0 | 1–0 | 0–2 | 2–0 | 2–1 | 1–1 | 0–1 | 3–1 | 3–2 |      | 2–1 |
| Skoda Xánthi        | 0–2 | 1–1 | 1–2 | 1–0 | 3–0 | 0–1 | 2–2 | 1–1 | 2–1 | 0–3 | 1–0 | 0–2 | 1–1 | 2–0 | 1–0  |     |

Forrás: superleaguegreece.net (görögül) 
1A hazai csapatok a bal oldali oszlopban szerepelnek.
Színek: Zöld = hazai győzelem; Sárga = döntetlen; Piros = vendéggyőzelem.
 

## A góllövőlista élmezőnye
Forrás: Galanis Sport (angolul).
20 gólos
- Djibril Cissé (Panathinaikósz)

14 gólos
- Kevin Mirallas (Olimbiakósz)

12 gólos
- Ráfik Dzsebúr (Olimbiakósz)
- David Fuster (Olimbiakósz)

10 gólos
- Benjamin Onwuachi (AÓ Kavála)

9 gólos
- Ismail Blanco (AÉK)
- Denis Epstein (AÓ Kérkira)
- Kósztasz Mítroglu (Olimbiakósz / Panióniosz)
- Marko Pantelić (Olimbiakósz)
- Ignacio Scocco (AÉK)

## Rájátszás a Bajnokok Ligájáért
A rájátszásban az alapszakasz 2., 3., 4. és 5. helyezett csapatai vesznek részt, amely elsősorban a görög csapatok számára fenntartott második Bajnokok Ligája-helyről dönt. A csapatok oda-visszavágós, körmérkőzéses rendszerben mérkőznek meg egymással.
Az 5. helyezett csapat pontszáma képezi a rájátszásbeli kezdő pontszámok alapját. Az 5. helyezett csapat pontszámát egyenként kivonják minden rájátszásbeli csapat alapszakaszbeli pontszámából, majd az így képzett számokat elosztják öttel, végül a nem egész értéket kerekítik.
- Panathinaikósz: 3 pont ((60 – 47) / 5 = 2,6, kerekítés után 3)
- AÉK: 1 pont ((50 – 47) / 5 = 0,6, kerekítés után 1)
- PAÓK: 0 pont ((48 – 47) / 5 = 0,2, kerekítés után 0)
- Olimbiakósz Vólu: 0 pont ((47 – 47) / 5 = 0)

### Végeredménye
| #  | Csapat            | M | GY | D | V | G+ – G– | GK | P  | Megjegyzések                                   |
| -- | ----------------- | - | -- | - | - | ------- | -- | -- | ---------------------------------------------- |
| 1. | Panathinaikósz    | 6 | 3  | 1 | 2 | 9–5     | +4 | 13 | 2011–2012-es Bajnokok Ligája – 3. selejtezőkör |
| 2. | PAÓK              | 6 | 4  | 0 | 2 | 11–8    | +3 | 12 | 2011–2012-es Európa-liga – 3. selejtezőkör     |
| 3. | AÉK (KGY)         | 6 | 2  | 1 | 3 | 6–6     | 0  | 8  | 2011–2012-es Európa-liga – Rájátszás1          |
| 4. | Olimbiakósz VóluÚ | 6 | 2  | 0 | 4 | 5–12    | −7 | 6  | 2011–2012-es Európa-liga – 2. selejtezőkör     |

Forrás: superleaguegreece.net (görögül) 
A rangsorolás alapszabályai: 1. összpontszám, 2. egymás elleni eredmények összpontszáma, 3. egymás elleni eredmények gólkülönbsége, 4. helyosztó mérkőzés.
1Az AÉK nyerte a 2010–2011-es görög kupát, így a 2011–2012-es Európa-liga rájátszásában indulhat.
(B): Bajnokcsapat, (K): Kieső csapat, (F): Feljutó csapat, (I): Kupainduló, (R): A rájátszás győztese, (KGY): Kupagyőztes

### Eredményei
| Hazai \ Vendég1  | AÉK | OLV | PAN | PAÓK |
| AÉK              |     | 1–0 | 0–2 | 3–0  |
| Olimbiakósz Vólu | 1–0 |     | 2–1 | 1–2  |
| Panathinaikósz   | 1–1 | 3–0 |     | 1–0  |
| PAÓK             | 2–1 | 5–1 | 2–1 |      |

Forrás: superleaguegreece.net (görögül) 
1A hazai csapatok a bal oldali oszlopban szerepelnek.
Színek: Zöld = hazai győzelem; Sárga = döntetlen; Piros = vendéggyőzelem.
 

## Nemzetközikupa-szereplés

### Eredmények
| Csapat         | Kupa            | Forduló            | Ellenfél              | 1. mérk. | 2. mérk.   | Össz. |
| -------------- | --------------- | ------------------ | --------------------- | -------- | ---------- | ----- |
| Panathinaikósz | Bajnokok Ligája | Csoportkör         | FC Barcelona          | 1–5      | 1–5        | 1–5   |
| Panathinaikósz | Bajnokok Ligája | Csoportkör         | FC København          | 0–2      | 0–2        | 0–2   |
| Panathinaikósz | Bajnokok Ligája | Csoportkör         | Rubin Kazany          | 0–0      | 0–0        | 0–0   |
| Panathinaikósz | Bajnokok Ligája | Csoportkör         | Rubin Kazany          | 0–0      | 0–0        | 0–0   |
| Panathinaikósz | Bajnokok Ligája | Csoportkör         | FC Barcelona          | 0–3      | 0–3        | 0–3   |
| Panathinaikósz | Bajnokok Ligája | Csoportkör         | FC København          | 1–3      | 1–3        | 1–3   |
| PAÓK           | Bajnokok Ligája | 3. selejtezőkör    | AFC Ajax              | 1–1      | 3–3        | 4–4   |
| PAÓK           | Európa-liga     | Rájátszás          | Fenerbahçe            | 1–0      | 1–1 (h.u.) | 2–1   |
| PAÓK           | Európa-liga     | Csoportkör         | Club Brugge           | 1–1      | 1–1        | 1–1   |
| PAÓK           | Európa-liga     | Csoportkör         | Dinamo Zagreb         | 1–0      | 1–0        | 1–0   |
| PAÓK           | Európa-liga     | Csoportkör         | Villarreal CF         | 0–1      | 0–1        | 0–1   |
| PAÓK           | Európa-liga     | Csoportkör         | Villarreal CF         | 1–0      | 1–0        | 1–0   |
| PAÓK           | Európa-liga     | Csoportkör         | Club Brugge           | 1–1      | 1–1        | 1–1   |
| PAÓK           | Európa-liga     | Csoportkör         | Dinamo Zagreb         | 1–0      | 1–0        | 1–0   |
| PAÓK           | Európa-liga     | A 16 közé jutásért | CSZKA Moszkva         | 0–1      | 1–1        | 1–2   |
| AÉK            | Európa-liga     | Rájátszás          | Dundee United         | 1–0      | 1–1        | 2–1   |
| AÉK            | Európa-liga     | Csoportkör         | Hajduk Split          | 3–1      | 3–1        | 3–1   |
| AÉK            | Európa-liga     | Csoportkör         | Zenyit                | 2–4      | 2–4        | 2–4   |
| AÉK            | Európa-liga     | Csoportkör         | Anderlecht            | 0–3      | 0–3        | 0–3   |
| AÉK            | Európa-liga     | Csoportkör         | Anderlecht            | 1–1      | 1–1        | 1–1   |
| AÉK            | Európa-liga     | Csoportkör         | Hajduk Split          | 3–1      | 3–1        | 3–1   |
| AÉK            | Európa-liga     | Csoportkör         | Zenyit                | 0–3      | 0–3        | 0–3   |
| Árisz          | Európa-liga     | 3. selejtezőkör    | Jagiellonia Białystok | 2–1      | 2–2        | 4–3   |
| Árisz          | Európa-liga     | Rájátszás          | Austria Wien          | 1–0      | 1–1        | 2–1   |
| Árisz          | Európa-liga     | Csoportkör         | Atlético de Madrid    | 1–0      | 1–0        | 1–0   |
| Árisz          | Európa-liga     | Csoportkör         | Rosenborg             | 1–2      | 1–2        | 1–2   |
| Árisz          | Európa-liga     | Csoportkör         | Bayer Leverkusen      | 0–0      | 0–0        | 0–0   |
| Árisz          | Európa-liga     | Csoportkör         | Bayer Leverkusen      | 0–1      | 0–1        | 0–1   |
| Árisz          | Európa-liga     | Csoportkör         | Atlético de Madrid    | 3–2      | 3–2        | 3–2   |
| Árisz          | Európa-liga     | Csoportkör         | Rosenborg             | 2–0      | 2–0        | 2–0   |
| Árisz          | Európa-liga     | A 16 közé jutásért | Manchester City       | 0–0      | 0–3        | 0–3   |
| Olimbiakósz    | Európa-liga     | 2. selejtezőkör    | Besa Kavajë           | 5–0      | 6–1        | 11–1  |
| Olimbiakósz    | Európa-liga     | 3. selejtezőkör    | Makkabi Tel-Aviv      | 2–1      | 0–1        | 2–2   |

Megjegyzés: Az eredmények minden esetben a görög labdarúgócsapatok szemszögéből értendőek, a dőlttel írt mérkőzéseket pályaválasztóként játszották.

### UEFA-együttható
A nemzeti labdarúgó-bajnokságok UEFA-együtthatóját a görög csapatok Bajnokok Ligája-, és Európa-liga-eredményeiből számítják ki. Görögország a 2010–11-es bajnoki évben 7,600 pontot szerzett, ezzel a 14. helyen zárt.
| Csapat         | SGY | SD | SV | GY | D | V  | Bónusz | Pont   | Átlag |
| -------------- | --- | -- | -- | -- | - | -- | ------ | ------ | ----- |
| Panathinaikósz | 0   | 0  | 0  | 0  | 2 | 4  | 4,000  | 6,000  |       |
| PAÓK           | 1   | 3  | 0  | 3  | 3 | 2  | 0,000  | 11,500 |       |
| AÉK            | 1   | 1  | 0  | 2  | 1 | 3  | 0,000  | 6,500  |       |
| Árisz          | 2   | 2  | 0  | 3  | 2 | 3  | 0,000  | 11,000 |       |
| Olimbiakósz    | 3   | 0  | 1  | 0  | 0 | 0  | 0,000  | 3,000  |       |
| Összesen       | 7   | 6  | 1  | 8  | 8 | 12 | 4,000  | 38,000 | 7,600 |

## Külső hivatkozások
- Hivatalos oldal (görögül)
- Eredmények és tabella a Soccerwayen (angolul)